# زاکومویژا
زاکومویژا (به لاتین: Zaķumuiža) یک روستا در لتونی است که در شهرداری روپاژی واقع شده‌است. زاکومویژا ۴٫۴ کیلومتر مربع مساحت و ۱٬۰۴۳ نفر جمعیت دارد.